# Cartea lui Enoh
Dezambiguizare. Acest articol se referă la prima carte, Cartea etiopiană a lui Enoh.
- A doua Carte a lui Enoh: Cartea Slavonă a lui Enoh sau Secretele lui Enoh
- A treia Carte a lui Enoh ebraic, cunoscută și sub numele de 3 Enoh.

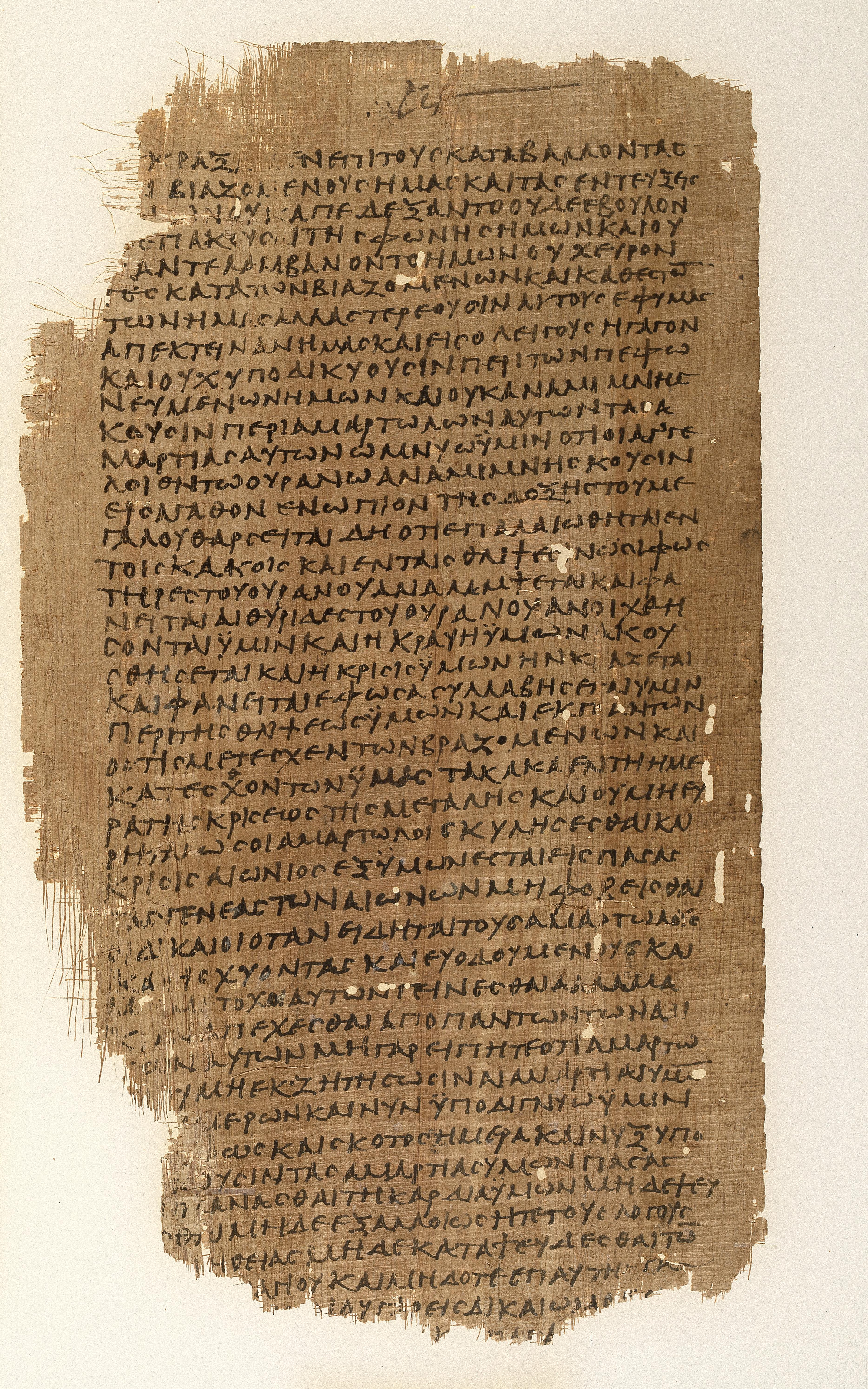
Manuscris grec al Cărții lui Enoh

Cartea lui Enoh este una dintre cele mai vechi scrieri biblice, care a fost scoasă din Biblia canonică, fiind catalogată apocrifă de către teologi. 

## Istoria
Cartea lui Enoh a fost compusă în secolul al treilea înainte de Hristos. Textul este parțial dependent de cele cinci cărți ale Pentateuhului atribuite lui Moise. De exemplu, 1 Enoh 1:9 (citată Epistola lui Iuda 1.14-15) este un midraș asupra Deuteronom 33:2.
Mai multe concilii de la începuturile bisericii creștine, de exemplu Conciliul de la Laodicea, au considerat că este mai bine să elimine din textele sfinte anumite teme sensibile, cum ar fi ierarhiile divine sau demonice, care puteau degenera în interpretări nedorite.
Textul din Noul Testament, Epistola lui Iuda 1.14-15, apare la începutul capitolului 2 din Cartea lui Enoh, carte ce mai este menționată de multe ori în Zohar, cartea principală a Kabbalei ebraice. 
În sec. VIII d.Hr., Cartea lui Enoh nu mai era cunoscută în Europa decât printr-un număr mic de fragmente păstrate în sânul bisericii și prin două fragmente grecești destul de lungi, incluse în scrierile lui Georges le Syncelle și Cedrenus.

## Manuscrisele din Etiopia
La sfârșitul sec.18 d.Hr. un călător britanic, un oarecare Bruce, găsește în Etiopia trei manuscrise păstrate de biserica creștină locală ca parte a Bibliei sale.
Manuscrisele conțineau o versiune relativ completă a cărții. În 1821 este tradusă în engleză de Dr. Lawrence și publicată însoțită de o prefață și câteva note.
Manuscrisul se presupune că este de la sf.sec.4 - înc.sec.3 î.Hr.redactat după fragmente mult mai vechi. Multe din evenimentele descrise de cele mai vechi scrieri biblice (așadar și de textul lui Enoh) se regăsesc pe tăblițele de lut găsite la Sumer sau Babilon.
Referințe despre cartea lui Enoh apar și în Cartea jubileelor.

## Cuprins
Forma actuală a cărții conține relatarea pe care o face Enoh despre viziunile (călătoriile) sale precum și sfaturile pe care le dă fiului său Matusalem. Textul conține 105 capitole, alternând călătoriile cerești ale lui Enoh cu tradiții de geografie, astronomie, meteorologie, cu istoria evreilor, cu istoria dinainte de potop, cu păcatele și ierarhiile îngerilor decăzuți și a pedepselor la care au fost supuși, cu prevestirea venirii unui Mesia sau mesaje apocaliptice.
Se pare că Enoh ar fi scris 366 de cărți, textul păstrat din Cartea lui Enoh pomenește de 103 parabole în capitolul 37, dar apar doar trei.
Cartea lui Enoh prezintă interes pentru teologi, istorici, filozofi, scriitori, etc.

## Limba
Fragmente din diverse apocrife identificate în Manuscrisele de la Marea Moartă (găsite începând din 1947), atestă că redactarea Cărții lui Enoh s-a făcut în aramaică. Apoi a fost tradusă în grecește după care în toată lumea în diferite limbi. S-a descoperit în spațiul ortodoxismului est-european o variantă în slavonă, numită Cartea tainelor lui Enoh, mult mai fragmentată, dar mai bogată în amănunte.

## Enoh
Enoh, potrivit Genezei, capitolul 5, este al 7-lea patriarh. El este fiul lui Iared, care este fiul lui Mahalaleel, fiul lui Cainan, fiul lui Enos, fiul lui Set, fiul lui Adam.
Un fiu al lui Enoh este Metusala (Metusalem), tatăl lui Lameh, tatăl lui Noe.

## Citate
Cap. XCII. Atunci Enoh zise citind după o carte: sunt născut în a șaptea zi a primei săptămâni când dreptatea și judecata așteptau cu răbdare. Dar după mine, în a doua săptămână, va veni o mare nedreptate și înșelătoria se va înmulți rapid pe Pământ. Va fi un prim sfârșit (potop) și un singur om va fi salvat.
În timpul săptămânii a treia un om va fi ales să fie tulpina unui popor puternic și drept, după el planta dreptății va fi eternă.
În a 4-a săpt sfinții și drepții vor avea viziuni, se va stabili ordinea generațiilor și li se va construi o locuință. În a 5-a săpt se va clădi generațiilor o casă glorioasă.
În săpt 6-a toți vor fi învăluiți în întuneric, inimile lor vor pierde înțelepciunea și un om va fi ridicat din mijlocul lor. Casa puternică și măreață va arde și rasa celor aleși va fi risipită pe tot pământul. În săpt 7-a va aparea o rasă coruptă a nedreptății. Drepții și aleșii vor fi răsplătiți și vor dobândi o cunoaștere de 7 ori mai mare asupra părților creației. Apoi va veni săptămâna dreptății și judecății, pentru a-i lovi pe cei ce asupresc.
Păcătoșii vor fi dați pe mâna celor drepți, care vor construi o binemeritată locuință pentru dreptatea lor și vor clădi un palat pentru marele Rege. Apoi va veni săpt a 9-a, a judecatei universale, lumea va fi distrusă și oamenii vor merge pe calea dreptății. Apoi în a șasea parte a săptămânii a zecea va fi judecata de veci contra veghetorilor (îngerii decăzuți). Tot Cerul va renaște în mijlocul îngerilor. Va apare un cer nou de 7 ori mai splendid.
Apoi vor veni un număr nesfârșit de săptămâni petrecute numai în sfințenie și dreptate, fără păcat.

## Vezi și
- Magie enohiană